# Пиетро Лоредан
 Тази статия е за дожа на Венеция.  За венецианския адмирал и държавник вижте Пиетро Лоредан (адмирал).  
Пиетро Лоредан (на италиански: Pietro Loredan) е 84–тият венециански дож от 1567 година до смъртта си през 1570 година.

## Биография
Пиетро Лоредан произхожда от знатната фамилия Лоредан. Той е син на Алвизе Лоредан и Елизабета Барози. Повече търговец отколкото политик, той заема главно по-незначителни административни длъжности, но е назначен и за подест на Верона, а впоследствие става и сенатор.
След смъртта на втората си съпруга Лоредан се оттегля от обществения живот, но за негова собствена изненада на 85–годишна възраст е избран за дож.

## Управление
Кандидатурата на Лоредан е издигната от Алвизе I Мочениго. Целта на Мочениго е по този начин да елиминира своите противници като за дож бъде избран възрастният Лоредан, а през това време самият Мочениго да укрепи своите позиции. Така и се случва и три години по-късно със смъртта на Лоредан Мочениго го наследява на поста.
Новият дож поема поста с известно нежелание, но се справя добре със задълженията си.
През 1568 г. той има някои проблеми с папата, който изисква Венеция да изгони всички некатолици от територията си. Това е неприемливо за републиката, започват продължителни преговори и в крайна сметка папата отменя настояването си.
Друго предизвикателство, пред което се изправя Лоредан, е фалитът на пет частни банки през 1569 г.
На 20 март 1570 султан Селим II отправя ултиматум на Венеция да отстъпи на Османската империя остров Кипър. Венеция отказва, което означава нова война. Но дългият период на мир, както и един пожар в арсенала с оръжията и боеприпасите са отслабили Венеция затова тя започва енергично превъоръжаване. Два месеца по-късно Лоредано умира.

## Семейство
Пиетро Лоредан има два брака – с Мария Паскуалиго и с Мария Лукреция Капело, от която има син Алвизе Лоредан.